# Germandrée scorodoine
Pour les articles homonymes, voir Baume sauvage.
Teucrium scorodonia
Espèce
Classification phylogénétique
La Germandrée scorodoine, aussi appelée Sauge des bois, Sauge sauvage, Baume sauvage ou Faux scordium (Teucrium scorodonia), est une espèce de plantes à fleurs de la famille des Lamiacées. Elle pousse en Europe dans les landes et sous-bois éclairés acides (sols pauvres).

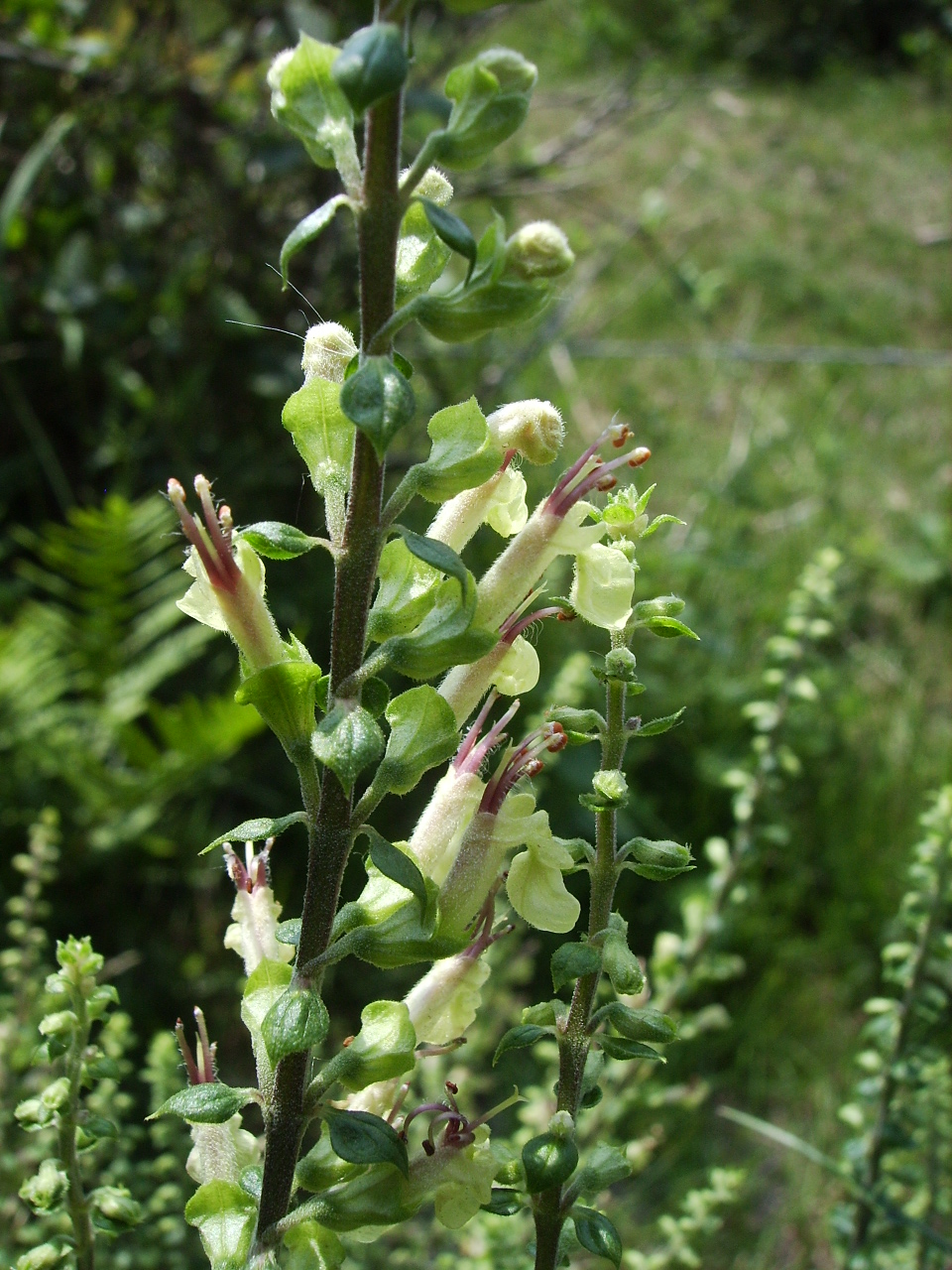
Fleurs.

## Étymologie
L'épithète scorodonia vient du grec σκόροδον qui désigne l'ail, car les feuilles, aromatiques, ont un certain goût d'ail.

## Description
C'est une plante mellifère moyenne (15–50 cm) à feuilles opposées ressemblant à celles de la sauge officinale. 
Les fleurs sont blanc-jaunâtre avec des étamines à filet violet.

### Caractéristiques

#### Organes reproducteurs
- Couleur dominante des fleurs : blanc
- Période de floraison : juillet-octobre
- Inflorescence : glomérules spiciformes
- Sexualité : hermaphrodite
- Ordre de maturation : protandre
- Pollinisation : entomogame

#### Graine
- Fruit : akène
- Dissémination : barochore

#### Habitat et répartition
- Habitat type : ourlets externes acidophiles médioeuropéens
- Aire de répartition : européen occidental

Données d'après : Julve, Ph., 1998 ff. - Baseflor. Index botanique, écologique et chorologique de la flore de France. Version : 23 avril 2004.